# Mary Colter

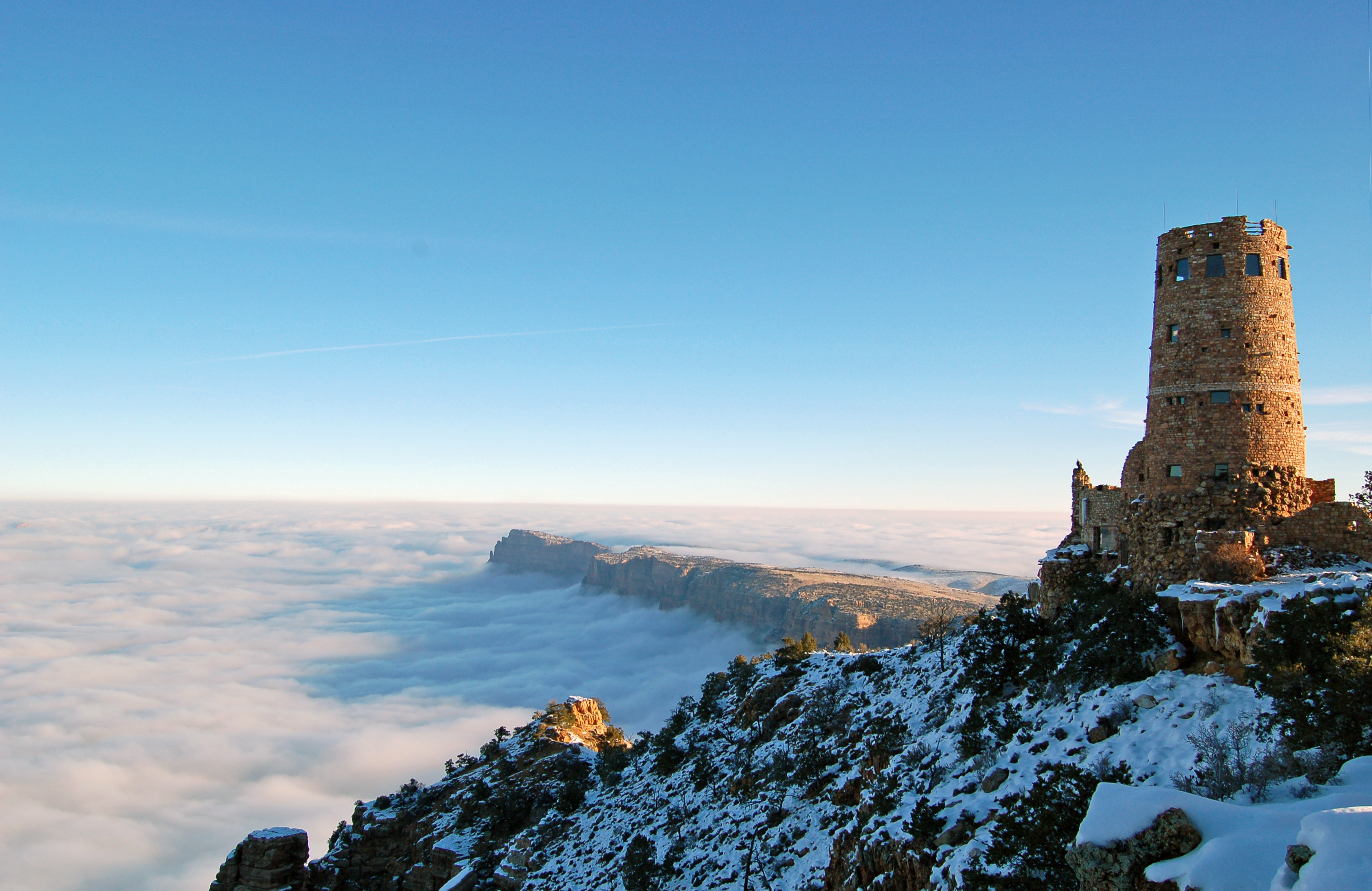
La tour de guet de Mary Colter à Desert View, Grand Canyon du Colorado, (1932), avec le phénomène rare d'une mer de nuages.

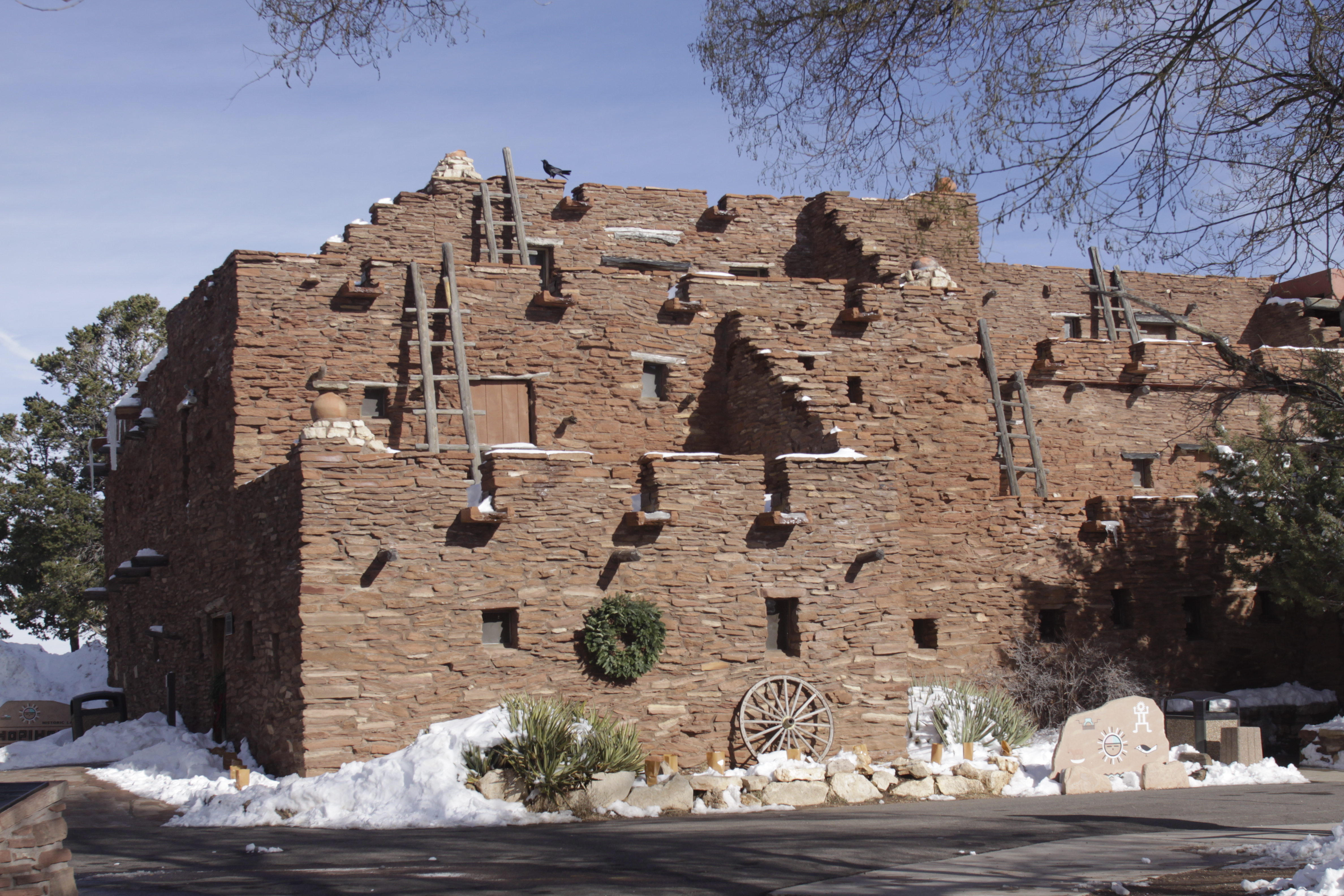
La maison Hopi à Grand Canyon Village (1905)

Mary Elizabeth Jane Colter (4 avril 1869 - 8 janvier 1958) était une architecte et designer américaine, l'une des rares femmes architectes américaines en son temps. Elle a créé de nombreux bâtiments et espaces pour Fred Harvey Company, chaîne d'hôtels et restaurants, notamment dans le parc national du Grand Canyon. Son travail a contribué à créer un style mélangeant le "Style renouveau colonial espagnol" et le "Renouveau du style architectural des missions" avec des motifs amérindiens et des éléments rustiques, devenus populaires dans tout le sud-ouest américain.

## Biographie
Mary Colter est née à Pittsburgh, en Pennsylvanie. Sa famille déménagea au Colorado et au Texas avant de s'installer à St. Paul, Minnesota. Après le décès de son père, en 1886, Mary Colter s'est inscrite à la California School of Design (maintenant Institut d'art de San Francisco) et a fait ses études auprès d'un cabinet d'architectes local. Elle a ensuite enseigné l'art, le dessin et l'architecture à St. Paul et a donné des conférences à l'école universitaire.
Elle a commencé à travailler à plein temps pour l'entreprise Fred Harvey Company en 1910, devenant architecte en chef et décoratrice. Ainsi, en 1925, Mary Colter fut chargée du design d'intérieur et de la décoration de l'hôtel La Fonda sur la place de la vieille ville de Santa Fe, au Nouveau-Mexique. Elle embaucha des artistes et des artisans des villages voisins pour fabriquer à la main, en style amérindien, les lustres, les luminaires en cuivre et en étain, les carrelages, les tissus....  Le "style Santa Fe" est devenu très populaire dans toute la région.
Sur la rive sud du Grand Canyon du Colorado, la Tour de garde du désert, de 1932, haute de 21 mètres, est une tour de roche avec une structure cachée en acier.
Pour Phantom Ranch, au fond du Grand Canyon, l'utilisation par Colter de la pierre de terrain sur place et du bois taillé était la seule solution pratique pour les bâtiments permanents qui ont remplacé les tentes. Au cours des années suivantes, ce travail innovant est devenu un modèle pour les structures du Service des parcs nationaux et du Civilian Conservation Corps (CCC, Corps civil de protection de l'environnement).
La Maison des Hopis (Grand Canyon Village) était un marché pour les artisans amérindiens, fabriqué par des artisans Hopis sur le site, et conçu en grès à la manière Hopi des Grandes maisons puebloennes. Malheureusement, un nettoyage récent a éliminé les effets artificiels de l'âge.
En 1923, à El Navajo, Gallup, Nouveau-Mexique, Mary Colter a incorporé des peintures et des tapis de sable Navajo avec des meubles peints à la main.
À la fin de sa carrière, Colter a conçu l'exubérant restaurant Harvey House à la Station Union de Los Angeles en 1939. Sous un spectaculaire toit arqué, un plancher de zigzags aléatoires et de géométries semble être, sous un autre angle, une longue couverture Navajo en carreaux linoléum.
Parfois menacées de disparition, les créations de Mary Colter ont intéressé National Trust for Historic Preservation (NTHP), fondation privée à but non lucratif pour la préservation de lieux historiques fondée en 1949.

## Sources
- (en) Cet article est partiellement ou en totalité issu de l’article de Wikipédia en anglais intitulé « Mary Colter » (voir la liste des auteurs).